# Nijon
Nijon est une ancienne commune française située dans le département de la Haute-Marne, en région Grand Est.
Elle est désormais depuis le 1er juin 2016 une commune déléguée de la commune nouvelle de Bourmont-entre-Meuse-et-Mouzon.

## Géographie

### Localisation
Nijon est située à 7,5 km à l'est de Bourmont.

## Toponymie
Du mot gaulois novio « nouveau », accompagné du mot gaulois magos. Le mot gaulois magos a d'abord désigné un simple champ, puis un champ de foire, un marché et enfin le village ou la ville qui se développe autour de ce marché.

Les Gaulois mettaient l'accent tonique sur la dernière voyelle -o- du premier élément : les finales en -ômagos se sont donc  transformées en -ômos pour finalement être réduites au simple son -on, -an ou -en.
Anciennes mentions : Noviomagus (Table de Peutinger), Neions en 1402 (Pouillé de Toul), Nijon en 1562 (Morimond).

## Histoire
Elle fusionne le 1er juin 2016 avec la commune de Bourmont pour former la commune nouvelle de Bourmont-entre-Meuse-et-Mouzon où l'ancienne commune devient une commune déléguée. Cette commune nouvelle est ensuite étendue en incorporant Goncourt le 1er janvier 2019.

## Politique et administration

### Liste des maires successifs
| Période                                  | Période     | Identité        | Étiquette | Qualité |
| ---------------------------------------- | ----------- | --------------- | --------- | ------- |
| Les données manquantes sont à compléter. |             |                 |           |         |
| mars 2001                                | 31 mai 2016 | Patrick Mathieu |           |         |

### Liste des maires délégués successifs
| Période       | Période  | Identité        | Étiquette | Qualité |
| ------------- | -------- | --------------- | --------- | ------- |
| 1er juin 2016 | En cours | Patrick Mathieu |           |         |

## Population et société

### Démographie
L'évolution du nombre d'habitants est connue à travers les recensements de la population effectués dans la commune depuis 1793. Pour les communes de moins de 10 000 habitants, une enquête de recensement portant sur toute la population est réalisée tous les cinq ans, les populations de référence des années intermédiaires étant quant à elles estimées par interpolation ou extrapolation. Pour la commune, le premier recensement exhaustif entrant dans le cadre du nouveau dispositif a été réalisé en 2008.

En 2015, la commune comptait 77 habitants, en évolution de +4,05 % par rapport à 2009 (Haute-Marne : −4,62 %, France hors Mayotte : +2,11 %).
| 1793 | 1800 | 1806 | 1821 | 1831 | 1836 | 1841 | 1846 | 1851 |
| ---- | ---- | ---- | ---- | ---- | ---- | ---- | ---- | ---- |
| 385  | 417  | 437  | 386  | 412  | 360  | 366  | 363  | 375  |

| 1856 | 1861 | 1866 | 1872 | 1876 | 1881 | 1886 | 1891 | 1896 |
| ---- | ---- | ---- | ---- | ---- | ---- | ---- | ---- | ---- |
| 353  | 340  | 355  | 347  | 338  | 310  | 303  | 310  | 321  |

| 1901 | 1906 | 1911 | 1921 | 1926 | 1931 | 1936 | 1946 | 1954 |
| ---- | ---- | ---- | ---- | ---- | ---- | ---- | ---- | ---- |
| 306  | 304  | 269  | 253  | 236  | 221  | 201  | 179  | 151  |

| 1962 | 1968 | 1975 | 1982 | 1990 | 1999 | 2006 | 2008 | 2013 |
| ---- | ---- | ---- | ---- | ---- | ---- | ---- | ---- | ---- |
| 126  | 124  | 100  | 88   | 83   | 67   | 72   | 73   | 81   |

| 2015 | - | - | - | - | - | - | - | - |
| ---- | - | - | - | - | - | - | - | - |
| 77   | - | - | - | - | - | - | - | - |

## Culture locale et patrimoine

### Lieux et monuments
- Église paroissiale Saint-Remy[5],[6].

- Nijon est très certainement l'antique station romaine de Noviomagus sur la Table de Peutinger  (selon M. J. MOUTON)[7], et se trouve sur la voie romaine de Langres à Metz.